# Пантелеимон (Кафрептидис)
Митрополи́т Пантелеи́мон (греч. Μητροπολίτης Παντελεήμων, в миру Пантелеи́мон Кафрепти́дис греч. Παντελεήμων Καθρεπτίδης; род. 1937, Никея) — епископ Элладской православной церкви, титулярный митрополит Коронейский (с 2003), викарий Афинской архиепископии.

## Биография
Родился в 1937 году в Никее, в Аттике, в семье беженцев из Малой Азии.
В 1959 году окончил богословский институт Афинского университета и два года обучался в аспирантуре в Германии.
В 1962 году был хиротонисан в сан диакона, а в 1963 году — в сан пресвитера. С 1962 по 1967 год служил проповедником в Трикальской и Стагийской митрополии, был руководителем религиозной службы Генерального штаба ВВС Греции
С 1974 по 2003 год был проповедником в кафедральном Благовещенском соборе в Афинах.
9 января 2003 года Священным синодом иерархии Элладской православной церкви был избран (53 голосами) для рукоположения в сан епископа Коронейский, викария Афинской архиепископии (3 голоса — за архимандрита Германа (Раптопулоса) и 1 голос — за архимандрита Афинагора (Карамадзаниса); 16 бюллетеней были пустыми). 14 января 2003 года в кафедральном Благовещенском соборе в Афинах состоялась его архиерейская хиротония.
11 июня 2008 года решением Священного синода Элладской православной церкви был удостоен возведения в сан титулярного митрополита.